# Fluorid bromylu
Fluorid bromylu je anorganická sloučenina s chemickým vzorcem BrO2F.

## Příprava
Fluorid bromylu lze připravit reakcí K[BrF4O] s HF.
Lze jej také připravit reakcí BrF5 s IO2F, IOF3 a I2O5.
Lze jej také připravit hydrolýzou fluoridu bromičného při nižších teplotách:
BrF5 + 2 H2O → BrO2F + 4 HF

## Vlastnosti
Fluorid bromylu je bezbarvá těkavá kapalina, která se rozkládá při teplotách nad 10 °C, při pokojové teplotě koroduje sklo. Je vysoce reaktivní a nestabilní.

## Reaktivita
Fluorid bromylu se rozkládá při zahřátí:
3 BrO2F → BrF3 + Br2 + 3 O2
Fluorid bromylu reaguje explozivně s vodou:
BrO2F + H2O → HBrO3 + HF
Fluorid bromylu reaguje se zásadami:
BrO2F + 2 NaOH → NaBrO3 + NaF + H2O